# Hewlett Packard Enterprise
Hewlett Packard Enterprise (HPE, вимовляється Хьюлетт Паккард Ентерпрайз, Ейч Пі І) — американська IT-компанія, створена в 2015 році разом з HP Inc після розділу корпорації Hewlett-Packard на дві компанії. Успадкувала бізнес в сегменті корпоративних клієнтів — виробляє сервери, системи зберігання даних, мережі зберігання даних, мережеве обладнання, конвергетні системи, а також займається побудовою хмарних інфраструктур, системною інтеграцією та розробляє програмне забезпечення для організацій.
Є публічною компанією, акції торгуються на біржі під NYSE-тікером HPE. При розділі материнської компанії Hewlett-Packard доходи за 2015 фінансовий рік були розділені наступним чином: за Hewlett Packard Enterprise було записано $53 млрд, а за HP Inc. — $57,3 млрд. Загальна чисельність персоналу — близько 240 000.

## Успадковані активи
Серед переданого до корпорації при розділі Hewlett-Packard — активи виробників апаратного забезпечення такі як: Apollo Computer (1989 поглинена Hewlett-Packard); Convex Computer (1995 поглинена Hewlett-Packard); Tandem Computers (1997 поглинена Compaq); DEC (1998 поглинена Compaq); Compaq (2002 поглинена Hewlett-Packard); EDS (у 2008 поглинена Hewlett-Packard); 3Com (у 2010 поглинена Hewlett-Packard); 3PAR (у 2010 поглинена Hewlett-Packard). Серед успадкованих виробників програмного забезпечення — Mercury Interactive (у 2006 поглинена Hewlett-Packard); Vertica Systems (у 2011 поглинена Hewlett-Packard); Autonomy (у 2011 поглинена Hewlett-Packard) та інші.

## Злиття, поглинання, поділ
25 травня 2016 продано підрозділ корпоративних IT-послуг HPE Enterprise Services конкуруючій компанії Computer Sciences Corporation, після чого 50 % акцій нової об'єднаної компанії передано HPE, яка також зможе номінувати половину членів ради директорів нової компанії. До складу її правління увійде і глава HPE Мег Уітман, а очолить нову об'єднану компанію генеральний директор Computer Sciences Майк Лорі. В результаті операції на ринку з'явився постачальник ІТ-послуг з річною виторгом в $26 млрд, а бізнес HPE (продаж серверів, систем зберігання даних, мережевого устаткування і хмарних інфраструктур) оцінено в здатність приносити виторг лише $33 млрд.
11 серпня 2016 року оголосила про поглинання виробника суперкомп'ютерів Silicon Graphics International (SGI) за $275 млн з метою об'єднання портфелів продуктів.
7 вересня 2016 року оголошено про злиття між компаніями Micro Focus International і Hewlett Packard Enterprise. Весь непрофільний бізнес підрозділу HPE Software по розробці програмного забезпечення (включаючи лінійку OpenView й інші програмні системи управління ІТ, системи організації розробки програмного забезпечення, системи аналітики даних) буде переданий британській компанії Micro Focus за $2,5 млрд готівкою і 50,1 % акцій нової об'єднаної компанії — які перейдуть в управління HPE. Планується, що в майбутньому HPE буде тісно співпрацювати з об'єднаною компанією Micro Focus. Також Micro Focus і HPE назвали невід'ємною частиною угоди намір розширити свою комерційну співпрацю з компанією SUSE, зробивши SUSE кращим Linux-партнером НРЕ. Загальний обсяг угоди фінансові аналітики оцінюють в $8,8 млрд, при тому що лише один з активів — Autonomy — купувався Hewlett-Packard за $11 млрд.
У січні 2017 року за $650 млн був поглинений виробник гіперконвергентних систем SimpliVity, вважається, що угода відбулася через прагнення конкурувати з Dell (поглинула EMC) і Nutanix.

## Керівництво
Президентом і головним виконавчим директором компанії є Маргарет Уїтмен.
Віцепрезиденти:
- Мартін Фінк — виконавчий віцепрезидент з технологій і директор Hewlett Packard Labs;
- Майк Нефкенс — виконавчий віцепрезидент і генеральний директор, Hewlett Packard Enterprise Services[en];
- Антоніо Нері — виконавчий віцепрезидент і генеральний директор, Hewlett Packard Enterprise Group;
- Роберт Янгджонс — виконавчий віцепрезидент і генеральний директор, HPE Software[en];
- Кріс Сюй — виконавчий віцепрезидент, директор з операцій;
- Генрі Гомез — виконавчий віцепрезидент із маркетингу і комунікацій;
- Джон Хіншоу — виконавчий віцепрезидент із взаємовідносин з клієнтами;
- Тим Стоунсайфер — виконавчий віцепрезидент, фінансовий директор;
- Джон Шульц — виконавчий віцепрезидент, головний юрисконсульт і корпоративний секретар;
- Алан Мэй — виконавчий віцепрезидент з керування персоналом.

## Продукти
- сервери:
  - HPE ProLiant — лінійка серверів на базі x86-процесорів;
  - HPE Integrity[en] — лінійка серверів на базі процесорів x86, Itanium;
  - HPE NonStop[en] — лінійка серверів на базі процесорів x86, Itanium, PA-RISC;
  - HPE Superdome[en] — лінійка суперкомп'ютерів на базі процесорів x86, Itanium, PA-RISC;
- мережеве обладнання:
  - ProCurve[en];
  - продукти 3Com, в тому числі комутатори ядра, комутатори доступу, точки доступу, контролери бездротового доступу і програмні системи керування мережею;
- системи зберігання даних:
  - HP 3PAR[en].
- аналіз даних:
  - HPE Haven OnDemand